# Хайклифф
«Хайклифф» (англ. Highcliff, досл. «Высокий обрыв», кит. 曉廬) — 72-этажный гонконгский небоскрёб, по состоянию на 2013 год являлся 14-м по высоте зданием города. Расположен в округе Ваньчай, в районе Хэппи-Вэлли. Построен в 2003 году в стиле постмодернизма (в том же году занял престижное второе место в архитектурном конкурсе Emporis Skyscraper Award). Средняя высота этажей — 3,15 м. Из-за того, что здание при его высоте очень тонкое, инерционный демпфер впервые в мире был размещён на вершине жилого небоскрёба (используется для придания зданию большей устойчивости во время частых в Гонконге тайфунов). Высокие, тонкие небоскрёбы-соседи «Хайклифф» и «Саммит» у местных жителей получили прозвище «палочки для еды».